# Lübeck Rådhus
Lübeck Rådhus (tysk Lübecker Rathaus) er en af de største og mest kendte gotiske bygninger i Tyskland. Rådhuset blev opført 1308. 
Renaissancetrappen ved rådhusets østre side blev bygget efter nederlandsk forbillede i 1594. 
Rådhuset er i dag et af Lübecks vartegn. Foran Rådhuset ligger Lübecks markedsplads.